# São Vicente e Granadinas nos Jogos Pan-Americanos de 2023
São Vicente e Granadinas competiu nos Jogos Pan-Americanos de 2023 em Santiago, no Chile, de 20 de outubro a 5 de novembro de 2023. Foi a nona aparição do país nos Jogos Pan-Americanos, que participa de todas as edições desde 1991.

## Competidores
Abaixo está a lista do número de competidores (por gênero) participando dos jogos por esporte/disciplina.
| Esporte   | Masculino | Feminino | Total |
| --------- | --------- | -------- | ----- |
| Atletismo | 1         | 0        | 1     |
| Natação   | 0         | 1        | 1     |
| Vela      | 1         | 1        | 2     |
| Total     | 2         | 2        | 4     |